# 季德基夫齊 (丘德尼夫區)
50°5′58″N 28°8′26″E / 50.09944°N 28.14056°E
季德基夫齊（烏克蘭語：Дідківці），是烏克蘭北部的村莊，隸屬日托米爾州的日托米爾區。該村面積2.693平方公里，海拔高度223米，2001年人口552，人口密度每平方公里204.98人。